# Destinul lui Ganga
Destinul lui Ganga (în hindi गंगा जमुना सरस्वती, transliterat: Gangaa Jamunaa Saraswati) este un film hindi din 1988, regizat de Manmohan Desai⁠(d), finanțat de Harakh Chand Nahata⁠(d), produs de S. Ramanathan și avându-i în rolurile principale pe Amitabh Bachchan (Ganga), Meenakshi Sheshadri⁠(d) (Jamuna) și Jaya Prada⁠(d) (Saraswati). Roluri secundare au fost interpretate de Mithun Chakraborty⁠(d), Amrish Puri⁠(d), Nirupa Roy⁠(d) și Aruna Irani⁠(d).
Filmul a fost lansat pe 23 decembrie 1988 și a avut inițial un rating excelent, care s-a diminuat în urma recenziilor negative pe care filmul le-a primit. Ziarul India Today a raportat în ianuarie 1989 că ratingul filmului în zona Mumbai varia între 28 și 40% în a doua săptămână, ceea ce a dus la declararea filmului ca un eșec de box office, dar filmul a avut încasări mari cu ocazia redifuzării sale în anii 1990.

## Rezumat
Thakur Hansraj (Amrish Puri⁠(d)) este un bărbat lacom care își ucide cumnatul, o convinge pe sora sa, Bharati Devi (Nirupa Roy⁠(d)), să semneze actele de proprietate sub un pretext fals și preia controlul asupra proprietății ei. Fiul lui Bharati Devi, Ganga (Amitabh Bachchan), care se angajează să răzbune răul făcut familiei sale, ajunge șofer de camion.
Într-o zi, Jamuna (Meenakshi Sheshadri⁠(d)) sare în camionul lui Ganga pentru a scăpa de un ticălos care o urmărește. Ganga este nevoit curând să oprească camionul din cauza unui blocaj rutier. Când începe să plouă, Ganga ajunge la o cabană din apropiere pentru a se adăposti, pretinzând că el și Jamuna sunt un cuplu. Ticălosul se întoarce a doua zi ca să o ia cu forța pe Jamuna, iar Ganga se luptă cu el. Jamuna cade într-o copcă adâncă, iar, încercând să o încălzească, Ganga ajunge să facă dragoste cu ea. Bărbatul este arestat pentru că l-a bătut pe fiul lui Thakur și este întemnițat pentru doi ani. După eliberarea lui, Thakur își trimite asistenții ca să-l omoare. O explozie are loc pe un pod, iar Jamuna cade în râu, împreună cu copilul ei. Ganga își salvează copilul, dar nu o găsește pe Jamuna.
Jamuna, care își pierde memoria în urma căderii, ajunge la casa cântărețului Shankar (Mithun Chakraborty⁠(d)), care o recunoaște după interpretarea unui cântec qawwali și se îndrăgostește de ea. Ganga îi cere ajutor lui Saraswati (Jayaprada⁠(d)) pentru a avea grijă de fiul său, iar ea ajunge să se îndrăgostească de el. Restul filmului prezintă modul în care Ganga și Jamuna se reîntâlnesc și rolurile jucate de Saraswati și Shankar, ca și angajamentul asumat de Ganga de a se răzbuna pe unchiul său, Thakur.

## Distribuție
- Amitabh Bachchan — Ganga
- Meenakshi Sheshadri⁠(d) — Jamunaa
- Jaya Prada⁠(d) — Saraswati
- Mithun Chakraborty⁠(d) — Shankar Qawaal
- Trilok Kapoor⁠(d) — Thakur Prasad, tatăl lui Ganga
- Nirupa Roy⁠(d) — Bharati Devi, mama lui Ganga
- Amrish Puri⁠(d) — Thakur Hansraj Singh
- Mahesh Anand⁠(d) — Shakta, fiul lui Hansraj
- Bharat Bhushan⁠(d) — Pandit, tatăl lui Shankar
- Chandrashekhar⁠(d) — comisar de poliție
- Jack Gaud⁠(d) — Bheema
- Aruna Irani⁠(d) — mătușa lui Jamuna (cameo)
- Goga Kapoor⁠(d) — inspectorul Goga
- Mukri⁠(d) — director al Honeymoon Lodge
- Murad⁠(d) — judecător (nemenționat)
- Bhushan Tiwari⁠(d) — Jagga
- Dev Kumar⁠(d) — omul de încredere al lui Hansraj
- Joginder⁠(d) — Ranga

## Muzică
Regizorul muzical general al filmului a fost Anu Malik⁠(d), iar textieri au fost Indeevar⁠(d) și Prayaag Raj. Cântecul „Tere Dar Ko Chhod Chale” a fost cântat inițial de Maqbool Ahmed Sabri⁠(d), care nu a fost menționat, iar ulterior a fost reînregistrat cu vocea lui Pankaj Udhas⁠(d).
| Coloana sonoră originală a filmului |                                                            |                                |         |  |
| Nr.                                 | Titlu                                                      | Cântăreț(i)                    | Lungime |  |
| 1.                                  | „Ek Ek Ho Jaye Phir Ghar Chale Jaana (versuri: Indeevar)”  | Kishore Kumar⁠(d), Pankaj Udhas |         |  |
| 2.                                  | „Saajan Mera Us Paar Hai (versuri: Indeevar)”              | Lata Mangeshkar⁠(d)             |         |  |
| 3.                                  | „Disco Bhangra Ho Disco Bhangra (versuri: Prayaag Raj)”    | Mohammad Aziz⁠(d)               |         |  |
| 4.                                  | „Naachegi Saraswati Gaayegi Saraswati (versuri: Indeevar)” | Lata Mangeshkar⁠(d)             |         |  |
| 5.                                  | „Tere Dar Ko Chhod Chale (versuri: Indeevar)”              | Maqbool Ahmed Sabri⁠(d)         |         |  |
| 6.                                  | „Gangaa Jamunaa Saraswathi (versuri: Prayaag Raj)”         | Suresh Wadkar⁠(d)               |         |  |
| 7.                                  | „Chudiya Khanaki (versuri: Indeevar)”                      | Sadhana Sargam⁠(d)              |         |  |
| 8.                                  | „Ganga Aaja (versuri: Indeevar)”                           | Lata Mangeshkar                |         |  |
| 9.                                  | „Pati Parmeshwar Ke Siva (versuri: Prayaag Raj)”           | Lata Mangeshkar                |         |  |
| 10.                                 | „Tere Dar Ko Chhod Chale (versuri: Indeevar)”              | Pankaj Udhas⁠(d)                |         |  |